# صورت
صورت، روی، چهره ،رُخ، رخسار یا قسمت جلوی سر است که در انسان از بالای پیشانی تا چانه است که شامل مو، پیشانی، ابرو، پلک، مژه، چشم، بینی، گونه، لب، دهان، دندان، پوست و چانه می‌شود.